# Phare de Camarinal
Le Phare de Camarinal (ou Torre del Cabo Gracia) est un phare situé dans la ville de Tarifa dans la province de Cadix en Andalousie (Espagne). Il est classé comme Bien d'intérêt culturel .
Il est géré par l'autorité portuaire du port de la baie de Gibraltar.

## Histoire
Le phare est situé sur Cabo de Gracia , qui appartient au parc naturel du Détroit (Parque natural del Estrecho) et se trouve entre la playa de los Alemanes (es) et la playa de El Cañuelo (es). L'accès au phare se fait par une route goudronnée et la ville la plus proche est Zahara de los Atunes .
À l'origine, le phare était une tour appelée « Torre Vieja » ou « Torre de Cabo de Gracia ». C'était l'une des nombreuses tours côtières de guet construites au XVIe siècle par ordre du roi Felipe II pour protéger la côte de Cadix contre les actes de pillage des pirates Berbères. Plus tard, en 1989 , il a été restauré et aménagé en tant que signal maritime avec l'ajout d'une lanterne sur la tour en pierre. L'accès à la lanterne se fait par une porte à mi-chemin dans la tour, atteinte par un escalier métallique hélicoïdal sur un côté de la tour.
Identifiant : ARLHS : SPA-336 ; ES-20065 - Amirauté : D2411.5 - NGA : 4110 .
|                           |
| La phare sur Punta Garcia |

### Lien connexe
- Liste des phares d'Espagne